# Edward Percy Stebbing

Professor Edward Stebbing (1870–1960) peint par Agnes W. Sim (1887–1978)

Edward Percy Stebbing  est né le 4 janvier 1870 à Londres et mort le 21 mars 1960 à Canterbury, était un pionnier de la foresterie et de l'entomologie forestière en Inde. Il fut parmi les premiers à mettre en garde contre la désertification et la dessiccation et écrivit sur « l'avancée du Sahara ».
En 1935, il écrivit sur le « désert dont la puissance est incalculable et dont l'approche silencieuse et presque invisible doit être difficile à estimer ». Il suggéra que ce phénomène était d'origine humaine, ce qui conduisit à la création d'une mission forestière conjointe anglo-française, de décembre 1936 à février 1937, qui parcourut le nord du Nigeria et du Niger pour évaluer le danger de désertification. 

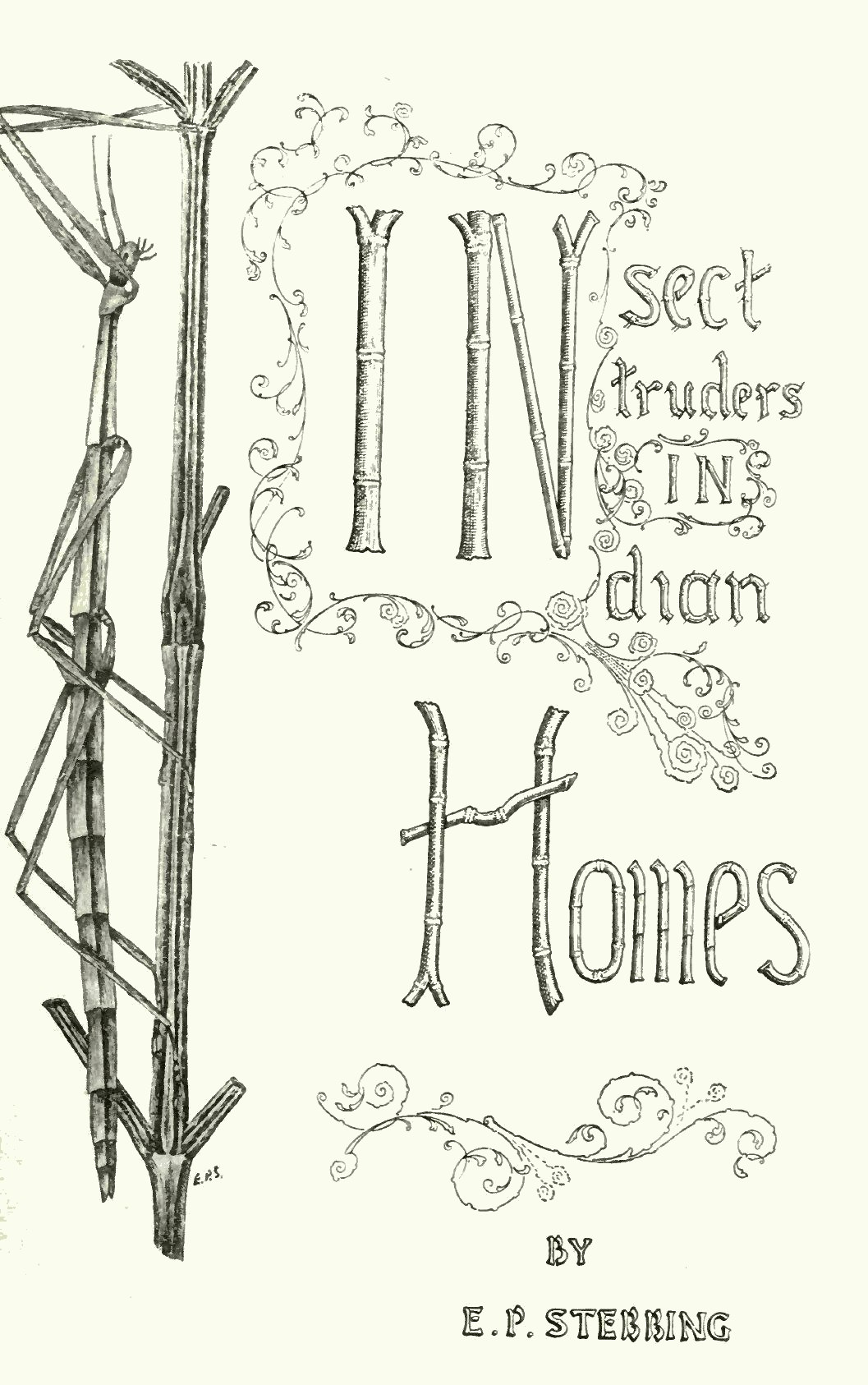
Couverture du livre dessinée par Stebbing

## Vie
Né à Londres le 4 janvier 1872, il était le deuxième fils d'Edward Charles Stebbing (né en 1839). Il fit ses études à la St Paul's School de Londres . Il étudia ensuite au Royal Engineering College et au Coopers Hill College (spécialisé dans la formation pour le Service forestier indien). Il étudia ensuite à l' Université d'Édimbourg, où il obtint une maîtrise.

De 1900 à 1910, il a travaillé comme entomologiste forestier et zoologiste pour le Service forestier indien. 

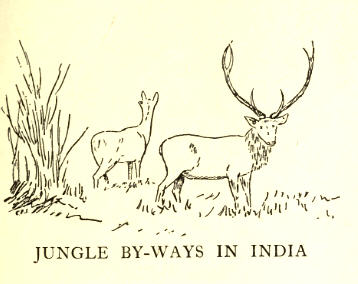
Couverture du livre de 1911

En 1910, il retourna à l'Université d'Édimbourg comme professeur de foresterie. Il vivait au 13 Wolseley Place, à Édimbourg, avec son frère. 
Durant la Première Guerre mondiale, il était sous-lieutenant dans le Royal Flying Corps.  Il a servi sur le front serbe en Macédoine, prenant part à la bataille de Kajmakčalan et agissant comme officier de transport aux hôpitaux pour femmes écossaises. 
En 1923, il fut élu membre de la Royal Society of Edinburgh, il était également membre de la Royal Geographical Society et de la Société zoologique de Londres. Ses parrains étaient Sir Edmund Taylor Whittaker, Ralph Allan Sampson, Arthur Crichton Mitchell et James Hartley Ashworth. 
il séjournait chaque année en Forêt de Tronçais en compagnie de quelques-uns de ses élèves. Un premier chêne Stebbing fut baptisé en 1951 mais tomba en 1961. Aussitôt, un Stebbing 2 fut choisi, il est toujours debout, vieux de 380 ans. Jacques Chevalier dans son livre sur la forêt évoque les visites du professeur à Tronçais.
Il prit sa retraite en 1951 et mourut le 21 mars 1960.

## Famille
En 1907, il épouse Maude Evelyn Brown (décédée en 1950).

## Travaux

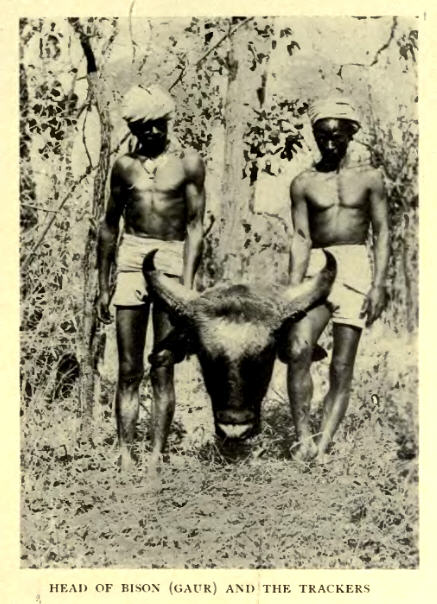
Un trophée de chasse

- Insectes nuisibles des forêts indiennes (1899) en ligne
- Intrus d'insectes dans les maisons indiennes (1909) en ligne
- Tiges dans l'Himalaya (1911) ( critique du New York Times )
- Chemins de la jungle en Inde (1911) en ligne
- Insectes forestiers indiens d'importance économique. Coleoptera (1914) en ligne
- Foresterie britannique (1916) en ligne
- Sur le front serbe en Macédoine (1917) en ligne
- Du tsar au bolchevique (1918) en ligne
- Les forêts de l'Inde (3 volumes) (1922)
- Les forêts d'Afrique de l'Ouest et du Sahara : une étude des conditions modernes (Londres et Édimbourg, 1937)

## Référence botanique
Stebbing est l’abréviation botanique standard de Stebbing.
Consulter la liste des abréviations d'auteur en botanique ou la liste des plantes assignées à cet auteur par l'IPNI, la liste des champignons assignés par MycoBank, la liste des algues assignées par l'AlgaeBase et la liste des fossiles assignés à cet auteur par l'IFPNI.